# Acido valerenico
L'acido valerenico è un sesquiterpenoide presente nell'olio essenziale di valeriana. Si suppone sia uno dei composti responsabili dell'effetto sedativo della valeriana.